# Périgord vert
Der Périgord vert ist zusammen mit dem Périgord blanc, dem Périgord noir und dem Périgord pourpre  eine der vier touristischen Unterteilungen des Périgords.

## Etymologie

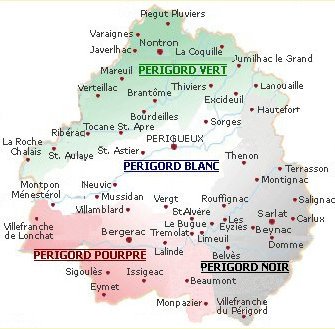
Lagekarte des in vier Farben unterteilten Périgords

Das französische Adjektiv vert hat im Deutschen die Bedeutung grün, grünlich. Die Farbe bezieht sich auf die für diese Region charakteristischen ausgedehnten Waldungen, Acker- und Weideflächen.

## Geographie

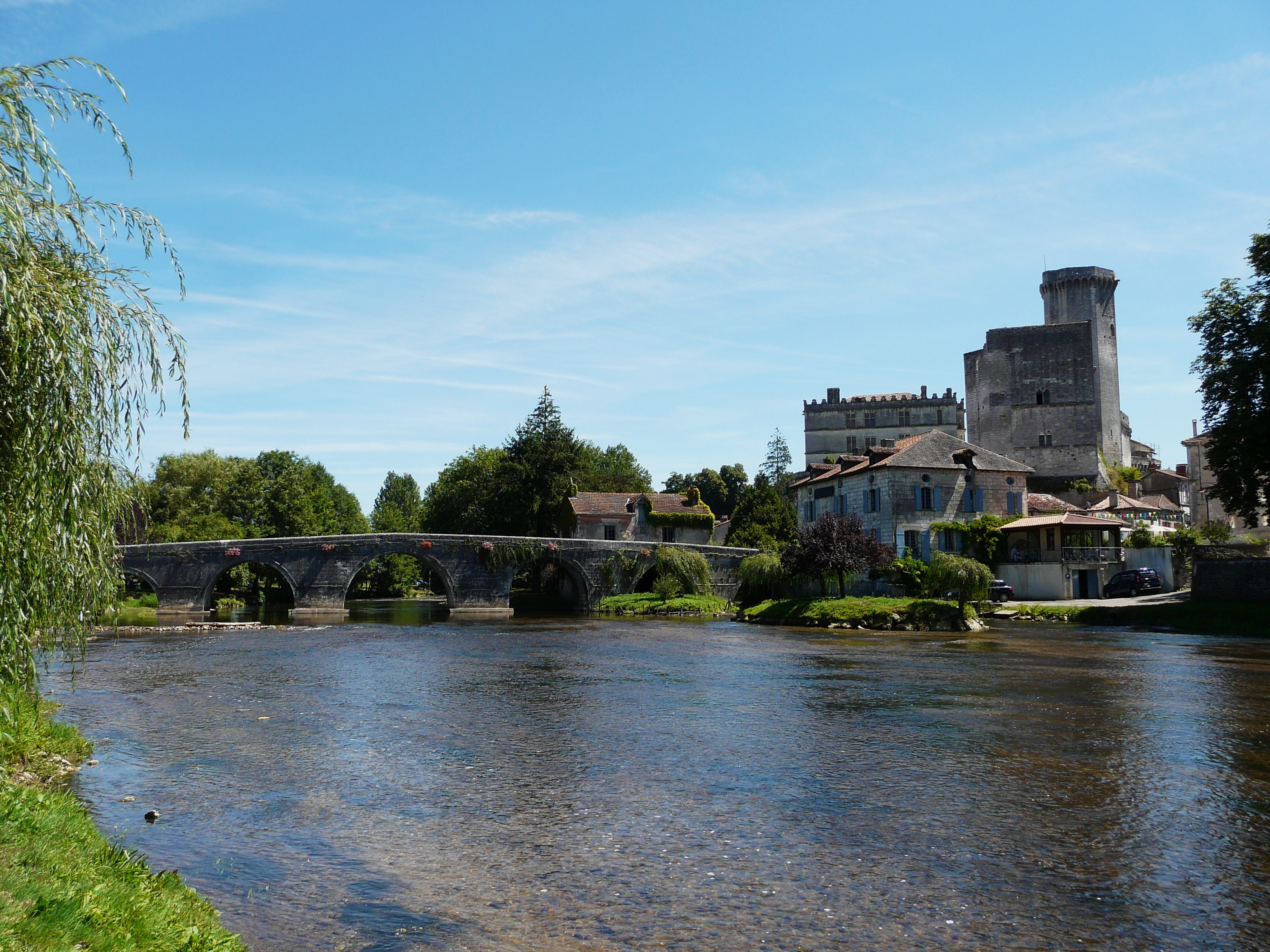
Bourdeilles mit gotischer Brücke über die Dronne und seiner Burg- und Schlossanlage

Der Périgord vert – ein touristischer Begriff jüngeren Datums – nimmt den Nordwesten und Norden des Départements Dordogne ein. Seine Grenzen sind nicht genau umrissen. Insbesondere seine Ausdehnung nach Süden und Südwesten, wo er auf Teile des Périgord blanc, des Ribéracois und der Double übergreift, wird von Autoren verschieden gehandhabt.  Er enthält jedoch immer den Norden und Nordosten des Départements, was der Landschaft des Nontronnais entspricht.
Folgende bedeutendere Gemeinden bilden Teil des Périgord vert:
- Brantôme
- Bourdeilles
- Champagnac-de-Belair
- Excideuil
- Javerlhac-et-la-Chapelle-Saint-Robert
- Jumilhac-le-Grand
- La Roche-Chalais
- Lanouaille
- Mareuil-sur-Belle
- Montagrier
- Ribérac
- Saint-Aulaye
- Saint-Jean-de-Côle
- Saint Privat en Périgord
- Thiviers
- Verteillac
- Villars.

Der Gemeindeverband Pays Périgord vert schließt auch noch Sorges mit ein.
Die Landschaft des Périgord vert hat einen sehr ruralen Charakter. Sie wird umringt von der Flussebene der Isle im Süden, dem Département Charente-Maritime im Südwesten, dem Département Charente im Westen und Nordwesten und dem Département Haute-Vienne im Norden und Nordosten. Hauptflussläufe sind die Dronne und der Bandiat. Städtische Zentren sind die Unterpräfektur Nontron (3.444 Einwohner im Jahr 2008), Ribérac (4.125 Einwohner, zirka 5.700 im Ballungsraum) und Thiviers (3.147 Einwohner).
Mit 3.106 Quadratkilometern – bei einer maximalen Erstreckung von 110 Kilometer in Ostnordost-Westsüdwest-Richtung und 50 Kilometer in Nord-Süd-Richtung – ist der Périgord vert eine der größten Naturregionen in Nouvelle-Aquitaine. Seine Bevölkerung beträgt 84.687 Einwohner (INSEE 2013), was einer Bevölkerungsdichte von 27,25 Einwohner pro Quadratkilometer entspricht.

### Verwaltung

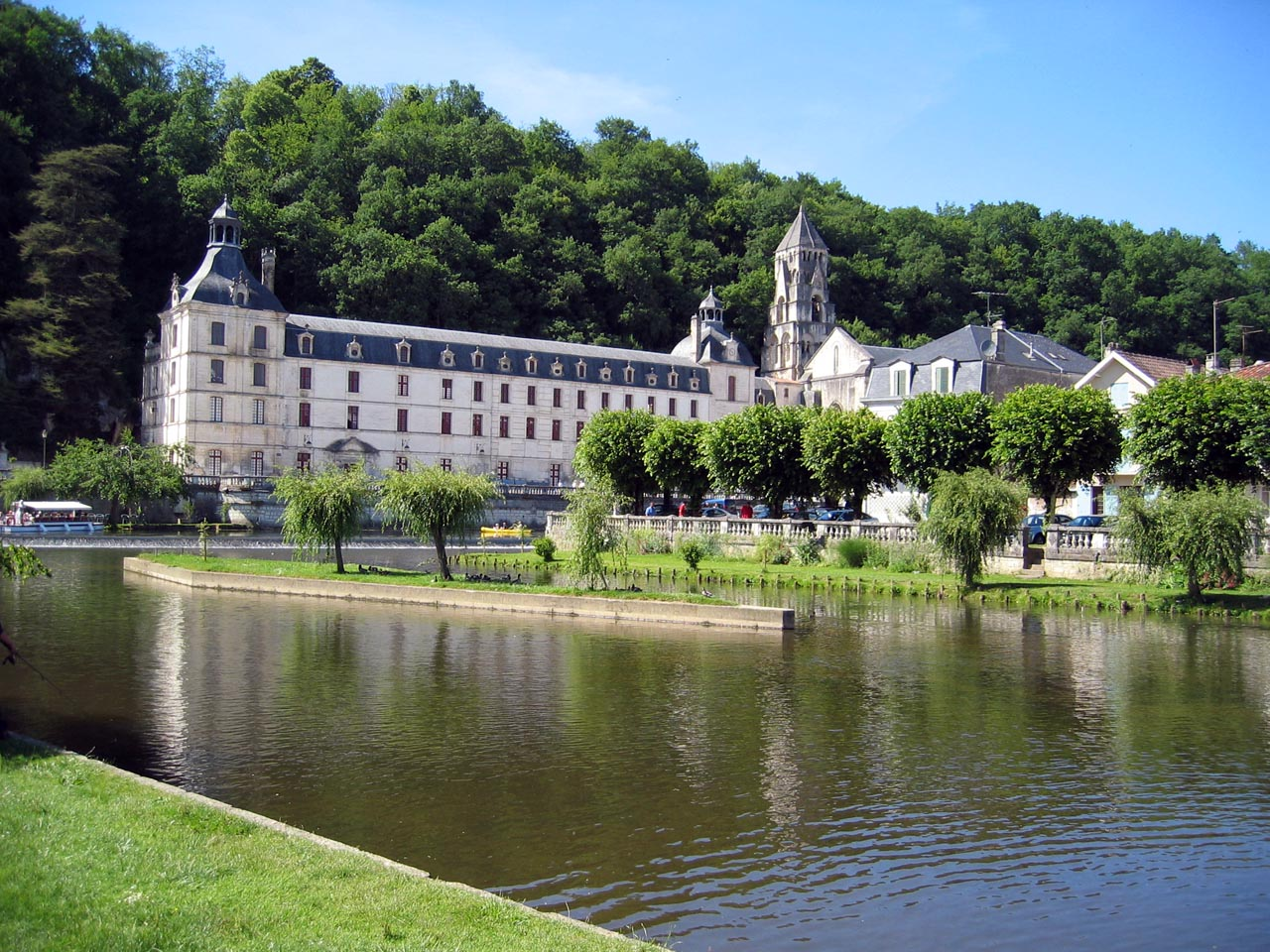
Die Abtei von Brantôme an der Dronne

Der Périgord vert gehört administrativ zu zwei Arrondissements: dem Arrondissement Nontron und dem Arrondissement Périgueux.  sechs Gemeindeverbände (Communauté de communes).
Folgende Gemeindeverbände sind für den Périgord vert zuständig:
- Communauté de communes Isle-Loue-Auvézère en Périgord
- Communauté de communes Périgord-Limousin
- Communauté de communes du Périgord Nontronnais
- Communauté de communes Dronne et Belle
- Communauté de communes du Pays Ribéracois
- Communauté de communes du Pays de Saint-Aulaye.

## Ökologie
Insgesamt 52 Gemeinden im Norden und Nordosten des Périgord vert sind in den Regionalen Naturpark Périgord-Limousin integriert. Rund 36 Prozent der Gesamtfläche werden von Wäldern bedeckt.